# Krupunder See
Der Krupunder See ist ein See auf dem Gebiet der Gemeinde Halstenbek im schleswig-holsteinischen Kreis Pinneberg, nahe der Stadtgrenze zu Hamburg. Der Krupunder See ist seit den 1920er Jahren ein beliebtes Naherholungsgebiet für die umliegenden Bewohner und seit 1964 als Landschaftsschutzgebiet mit einem Badeverbot belegt.

## Beschreibung
Der Krupunder See liegt inmitten einer ehemaligen Heide- und Moorlandschaft, die nahezu vollständig urbanisiert wurde. Er hat seine größte Ausdehnung mit 353 m in Nord-Süd-Richtung. Die größte Breite beträgt 260 m in Ost-West-Richtung, seine gesamte Uferlinie beträgt 1100 m. Das Volumen des Krupunder Sees beträgt 303.000 m³, er bedeckt eine Fläche von 0,065 km², hat eine mittlere Tiefe von 4,6 m und eine maximale Tiefe von 12,3 m. Das oberirdische Gesamteinzugsgebiet lässt sich aufgrund der intensiven Bebauung und Kanalisation der Umgebung nicht genau ermitteln und beträgt einschließlich der Seefläche geschätzte 625 ha. Gespeist wird der See hauptsächlich durch Grundwasser. Der See hatte zwei unterirdische, kanalisierte Zuleitungen, die ablaufendes Oberflächenwasser zuführten und noch 1982 bestanden. Die Existenz einer, in früheren Publikationen vermuteten, warmen Quelle, konnte bei mehreren Tauchgängen am 7. Juli 1981 nicht bestätigt werden, jedoch erbrachten charakteristische Aufwerfungen an einer Stelle des Seebodens Hinweise auf einen zeitweiligen Quellzufluss. Der See wurde in der Vergangenheit von dem Bach Ballerbek abgetrennt und besitzt heute keine natürlichen Zu- oder Abflüsse mehr. Aus der Luft gesehen erscheint das Seewasser aufgrund der darin gelösten Huminstoffe und des dunklen Sediments dunkelbraun bis schwarz. Der Grund des Sees fällt nahezu gleichmäßig bis zu seiner tiefsten Stelle ab, lediglich am Ostufer weist der Seegrund eine merkliche Stufe auf, da hier im frühen 20. Jahrhundert für den früheren Badebetrieb größere Mengen Sand im Uferbereich abgeschüttet wurden. Der Krupunder See ist von einem kleinen Bruchwald umgeben.

## Entstehung
Die Entstehung des Sees ist bis heute nicht sicher geklärt. Die ältere Forschung ging davon aus, dass der See durch Ausblasung von Sanden auf der saaleeiszeitlichen Grundmoräne entstanden sei, dagegen spricht jedoch dessen sehr große Tiefe. Nach dem gegenwärtigen Forschungsstand entstand der See am wahrscheinlichsten aus einem glazialen Toteisloch.

## Geschichte
Der ursprüngliche Name des Sees war Anfang des 18. Jahrhunderts noch Schwarzer See oder Rellinger See und sein volkstümlicher Name Krupunder See.
Vor der Einführung der Eisenbahn diente der Krupunder See als Viehtränke und Rastplatz für Holsteiner Bauern, die ihre Rinder auf der nahen Viehtrift auf dem Hamburger Viehmarkt trieben. In der Folge entstanden an dem See einige Wirtshäuser zur Versorgung der Bauern, und nach historischen Berichten sollen an einigen Tagen bis zu 250 Ochsen dort gerastet haben. In den 1890er Jahren wurden mehrfach Versuche unternommen, den damals an Hechten, Barschen, Aalen, Karpfen, Schleien, Rotaugen, Zandern und Forellen reichen See zu befischen. Ottensener, Wedeler und Elmshorner Fischer zogen Schleppnetze durch den See, die sie völlig zerrissen wieder an Land zogen, dabei aber dennoch beachtliche Fänge einbrachten. Die Netze der Fischer wurden vermutlich von Bäumen beschädigt, die von Halstenbeker Bauern zur Lagerung im Seewasser deponiert wurden, die anschließend auf den Seegrund sanken. Im Jahre 1903 kaufte der Halstenbeker Baumschuler Hermann Heins das Seegelände und bepflanzte das karge Ufergebiet. In den Folgejahren wurden mehrfach Fischarten, darunter auch zahlreiche exotische Fischarten im See ausgesetzt. In den 1920er Jahren wurde der Krupunder See zu einem beliebten Naherholungsgebiet und Strandbad mit bis zu 17000 Badegästen an einem Sonntag im Jahre 1930. Der Badesee war damals mit einem Sandstrand, zahlreichen Imbissbuden und Umkleidehäuschen gut erschlossen. 1962 wurde das Strandbad geschlossen und der See 1964 unter Landschaftsschutz gestellt. In den folgenden Jahren musste der See aufgrund einer massiven Überdüngung mehrfach aufwändig saniert werden. Der übermäßige Nährstoffeintrag erfolgte durch den vorangegangenen Vieh- und Badebetrieb, sowie über zufließende Gewässer, die Reste landwirtschaftlicher Düngemittel einschwemmten. Im Jahr 1974 kaufte die Gemeinde Halstenbek das Seegelände. In den Jahren 1990 und 2010 wurde der See zur Sanierung künstlich belüftet.

## Verbesserung der Wasserqualität

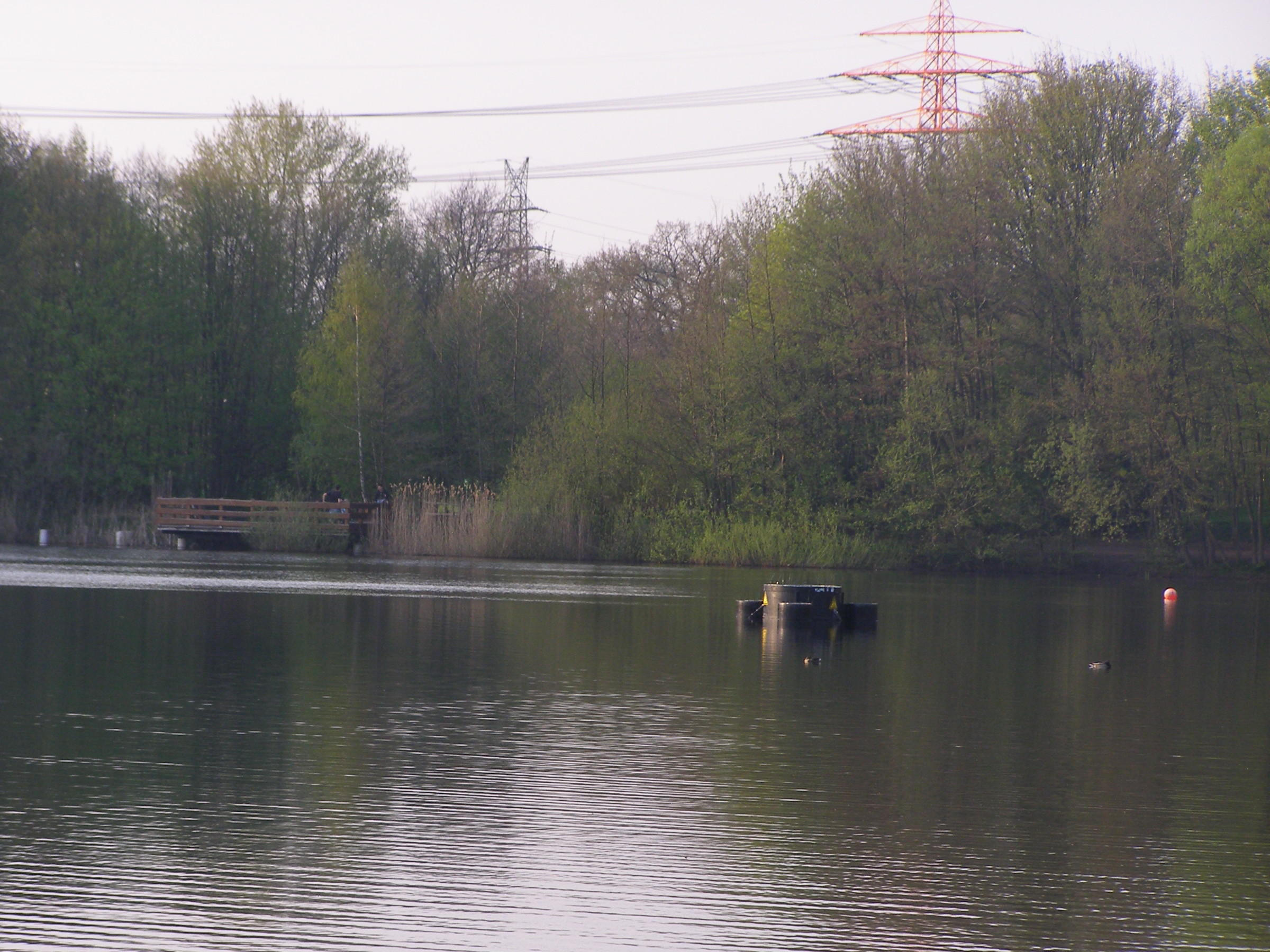
Blick auf die Tiefenwasserbelüftungsanlage (2011)

Zur Verbesserung der allgemeinen Wasserqualität wurde erstmals im Jahr 1990 eine Tiefenwasserbelüftungsanlage (TIBEAN) in Betrieb genommen. Durch die Anlage des Typs TIBEAN 650S wird das Tiefenwasser mit Sauerstoff aus der Erdatmosphäre angereichert, ohne dabei die natürliche Stratifikation des Sees zu beeinflussen. Das Hypolimnion bleibt ganzjährig aerob, die Rücklösung von Phosphaten wird gesenkt, die Mineralisation der Sedimente deutlich verbessert, sowie die Nährstoffbelastung des Wassers gesenkt. In den Folgejahren wurden zusätzliche Nährstofffällungen über die Anlage impliziert. Nach 20 Jahren Betriebszeit wurde im Jahr 2009 die alte, aus einer über die Jahre stark angegriffenen Aluminiumlegierung gefertigte Anlage gegen eine neue, aus witterungsbeständigem Polyethylen (PE) gebaute TIBEAN 650S-PE ausgetauscht.

## Sagen
Der früher auch Schwarzer See genannte Krupunder See ist Gegenstand mehrerer Sagen.

### Entstehung des Sees
Einer Sage nach stand an der Stelle des Sees ursprünglich ein kleiner, von Moor und Heide umgebener Wald, der im Moor versank und auch ein Haus mit sich gerissen haben soll. Die Wassermassen des sich bildenden Sees strömten mit großem Getöse in eine Au hinab, die deshalb den Namen Ballerbek führt.

### Heimtückischer Wirt
Nach einer Sage stand am Schwarzen See ein Wirtshaus, dessen Inhaber keinen Wohlstand erreichte, weil die einkehrenden Gäste meist arme Bauern oder Handwerksburschen waren, die nur sehr kurz blieben und kaum etwas verzehrten. Der Wirt, der als habgieriger Mann galt, soll vermeintlich wohlhabende Gäste im Schlaf erwürgt, ausgeraubt und deren Leichen mit den Worten „Kup ünner!“ im Schwarzen See versenkt haben. Eines Abends kehrte ein arabisch aussehender Wanderer auf seinem Weg von Hamburg Richtung Kiel bei dem Wirt sein. Der Wanderer übergab dem Wirt seinen Ranzen und legte sich zur Ruhe. Der Wirt schlich sich in das Zimmer und griff nach dem Hals des Gastes, der in diesem Moment aufwachte und sich wehrte. Daraufhin ergriff er ein Beil und schlug auf den Kopf des Gastes ein, im Sterben konnte dieser nur noch „Bruder - Mörder!“ ausrufen. Unwissentlich erschlug der Wirt seinen einzigen leiblichen Bruder. Der Polizei gegenüber soll der Wirt mehr als zehn weitere Raubmorde gestanden haben, deren Leichen er im Schwarzen See versenkte. Für diese Verbrechen soll der Wirt auf dem Galgenberg, dem Köppelbarg, gehenkt worden sein. Aus dem Ausspruch „Kup ünner“ soll schließlich der Name Krupunder entstanden sein.

### Jährliche Opfer
In dem See sind bis zum Anfang des 20. Jahrhunderts sehr viele Menschen verunglückt, darunter zahlreiche Menschen, die im Winter auf dem zugefrorenen See einbrachen und ertranken. Dies nährte die Sage, dass der See jährlich ein Opfer forderte. Diese Unglücke endeten erst als der Baumschuler Heins 1903 den See kaufte und einfriedete.

## Veranstaltungen
Seit Anfang 2025 findet jeden Samstag um 9 Uhr ein 5-km-Lauf um den Krupunder See statt.